# Citola
Citola – dawny, średniowieczny instrument muzyczny strunowy z korpusem, szyjką i komorą kołkową wykonanymi z jednego kawałka drewna, rozpowszechniony w zachodnich regionach Europy, głównie w XIII i XIV wieku. Na instrumencie grano dużym plektronem wykonanym z drewna, kości zwierzęcej lub kości słoniowej.

## Budowa
Korpus citoli przyjmował różne kształty – od owalnego, z lekko zaznaczoną talią, przez szpadlowaty, z opuszonymi lub wzniesionymi ramionami, do fantazyjnie rzeźbionego na kształt liści ostrokrzewu. Miała wyraźnie zaznaczone boczki, niskie u dołu korpusu, równomiernie wznoszące się w kierunku góry i przechodzące w smukłą, wysoką szyjkę z charakterystycznym otworem bocznym umożliwiającym oparcie kciuka podczas gry. Płyta rezonansowa była płaska lub nieznacznie wybrzuszona, z jednym zazwyczaj, okrągłym i ozdobionym rozetką otworem rezonansowym. Podstawek umieszczony był zazwyczaj u dołu korpusu.
Wyposażona była w cztery jelitowe struny, niekiedy w trzy lub pięć; rozpięte były nad podstrunnicą z około sześcioma jelitowymi bądź drewnianymi progami. U schyłku jej popularności, w XV wieku, struny wykonywano czasami z drutu. Nie zachowały się zapisy dotyczące stroju.

## Historia

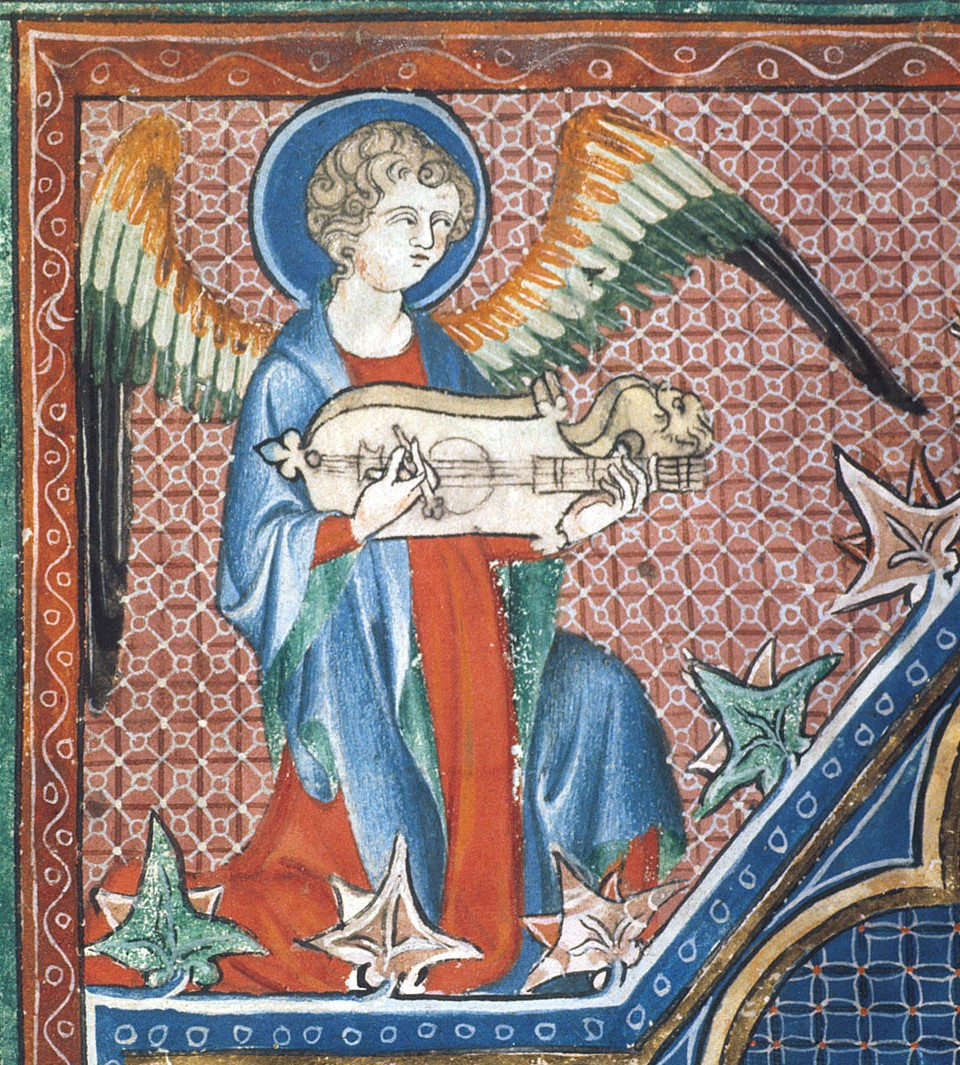
Anioł grający na citoli – ilustracja z Psałterza Roberta de Lisle z 1. połowy XIV wieku

Najstarszy zachowany egzemplarz citoli znajduje się w zbiorach Muzeum Brytyjskiego – pochodzi z początku XIV wieku.
Badacze nie są zgodni co do proweniencji citoli: wg jednych hipotez wyewoluowała z kitary, wg innych z fideli. Największą popularnością cieszyła się w XIII i XIV wieku, ale ilustracje przedstawiające muzyków grających na takim instrumencie dużym plektronem istnieją w rękopisach z IX i X wieku. Nie ma również pewności co do regionu pochodzenia: najwcześniejsze wzmianki pojawiły się w podobnym czasie na Półwyspach Iberyjskim i Apenińskim; we Francji – na początku XIII wieku, w Niemczech – pod koniec XIII, w Anglii – na początku XIV wieku. W średniowiecznej literaturze i ikonografii muzyk grający na citoli jest często przedstawiany w towarzystwie drugiego, grającego na fideli.
W XV zaczęła tracić na popularności; jej konstrukcja została rozwinięta do postaci znanej jako cytara. Ostatnie wzmianki o citoli pochodzą z XVI wieku, z regionów Hiszpanii i Włoch.